# 道鲁圣米克洛什
道鲁圣米克洛什（匈牙利語：Daruszentmiklós）是匈牙利费耶尔州所辖的一个村。总面积19.12平方公里，总人口1598，人口密度83.6人/平方公里（2011年1月1日）。